# 79. п. н. е.

## Догађаји
- Сула се одриче места римског диктатора.
- Ерупција вулкана Везув.